# Zygaena anthyllidis
Zygaena anthyllidis is een vlinder uit de familie van de bloeddrupjes (Zygaenidae). De wetenschappelijke naam is gepubliceerd in 1828 door Boisduval.
De soort komt voor in Europa.